# Gruppenführer

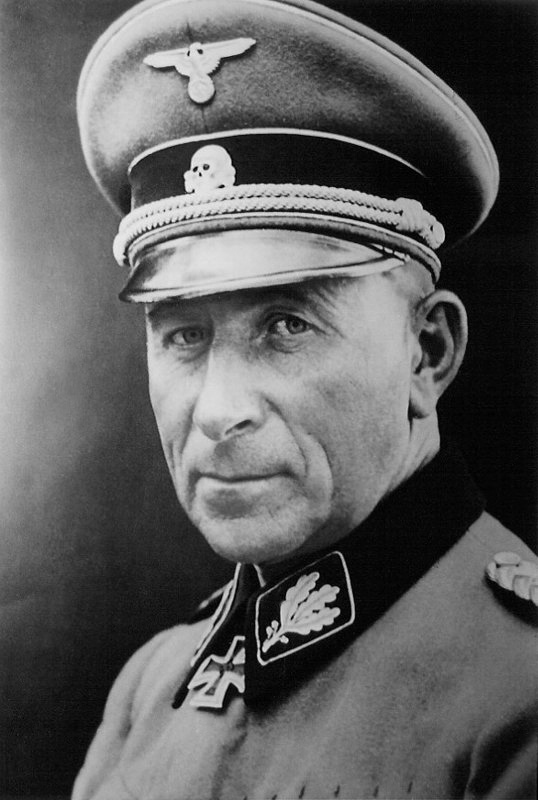
SS-Gruppenführer Paul Hausser draagt de pre-1942 rangonderscheidingstekens

Gruppenführer, (afkorting: Gruf.), (Nederlands: groepsleider) was een paramilitaire rang bij de SA en de SS. In 1925 werd de rang voor het eerst gebruikt bij de SA.

## SS-rang
Gruppenführer werd als een SS-rang ingevoerd door de groei van de SS onder Heinrich Himmler in 1930. De rang werd toegekend aan commandanten van SS-Gruppen en aan officieren van de SS-staf. In 1932 werd de SS hervormd en werden de SS-Gruppen hernoemd tot SS-Abschnitte.
Een Gruppenfuhrer was commandant van een SS-Abschnitte, terwijl de nieuwe rang van SS-Obergruppenführer toezicht hield op de SS-Oberabschnitte, die weer de grootste SS-eenheid in Duitsland waren. Net zoals in de SA en de NSKK was de rang van Gruppenführer equivalent aan de rang van generaal. Na 1934 werd de rang equivalent aan de rang van luitenant-generaal (Generalleutnant).
Gedurende de Tweede Wereldoorlog, toen de Waffen-SS de rang van SS-Gruppenführer begon te gebruiken, werd overwogen het equivalent van een Generalleutnant in de Wehrmacht toe te voegen, de aanspreektitel werd SS-Gruppenführer en Generalleutenant der Waffen-SS. De Waffen-SS Gruppenführer droeg de epauletten van een Wehrmacht Generalleutnant.
Aantekening: de Wehrmacht- en SS-rang van Generalleutnant was equivalent aan de rang van generaal-majoor in het Amerikaanse en Britse leger, en de overige westerse legers.
De rangonderscheidingstekens voor een SS-Gruppenführer bestond uit drie eikenloof, gecentreerd op beide kraagspiegels van het SS-uniform. Vanaf 1930 tot 1942, waren de rangonderscheidingstekens dezelfde als die van de SA-rang. Overigens wijzigde de SS enigszins de rangonderscheidingstekens om gekleurde pijp (streng, een ster), toe te voegen na de creatie van de rang SS-Oberst-Gruppenführer in april 1942.

## Eed[8]
Op 9 november 1937 moesten de Gruppenführers de volgende eed zweren:
Ich verpflichte mich als Gruppenführer der SS, mit allen meinen Kräften dafür zu sorgen, dass ohne Rücksicht auf die Person des Einzelnen, auf die
Verdienste seiner Eltern und Vorfahren nur solche Bewerber in die Schutzstaffel aufgenommen werden, die den schärfsten jeweiligen Anforderungen der SS voll und ganz entsprechen.
Als Gruppenführer van de SS verplicht ik me om alles te doen wat in mijn macht ligt om ervoor te zorgen dat alleen kandidaten die volledig voldoen aan de strengste eisen van de SS worden toegelaten tot de Schutzstaffel, ongeacht de persoonlijkheid van de persoon of de verdiensten van hun ouders en voorouders.
Iedere Gruppenführer was verplicht om op te treden als “bewaker van de van de bloed- en levenswet van de Schutzstaffel” om ervoor te zorgen dat ten minste een kwart van de nakomelingen van de SS niet uit de “Sibbegemeenschap” kwam, maar uit de rest van het Duitse volk.

## SA-rang
Een Gruppenführer was een commandant van een aantal SA-regimenten (bekend als Standarten), die gevormd waren in SA-Groepen.

## Andere toepassingen
De rang van Gruppenführer werd ook in een aantal andere nazi paramilitaire groepen gebruikt, waaronder de NSKK en de NSFK. In 1944, was de rang van Gruppenfuhrer ook overgenomen door de Volkssturm als een laag niveau onderofficierspositie, in leiding van een sectie grootte formatie (Gruppe) van Volkssturm-soldaten.
De term is een algemene term voor de functie van een groepscommandant van een peloton infanterie (9 of 10 man) in het Duitse leger, Waffen-SS, of Luftwaffe grondtroepen.
In het Duitse brandweerkorps refereerde de term Gruppenführer naar de bevelvoerder van een groep van 8 brandweerlieden. Een Gruppe is de kleinste tactische eenheid in het Duitse brandweerkorps. Zoals in het leger geeft de term niet de rang aan maar omschrijft hij de functie. De term wordt vandaag de dag nog steeds gebruikt.
Gruppe werd nog gebruikt in een verscheidenheid van manieren. In de Luftwaffe als het groeperen van een Staffeln (squadrons) ofwel mogelijk onafhankelijk of als een subdivisie van een Geschwader. Het werd ook gebruikt voor ad hoc-legerformaties.
- Kampfgruppe als gevechtsgroep ad hoc samengesteld, bestaand uit infanterie, artillerie en tanks voor een bepaald doel of operatie.
- Regimentsgruppe, divisiegruppe, korpsgruppe, ad hoc formaties van een grootte als door de titel aangegeven formaat.
- Panzergruppe, een of meer Armeekorpsen ondergeschikt aan een infanterieleger; werd later onafhankelijk als Panzerarmee.
- Armeegruppe, incidenteel een legergrootte gevechtsgroep meestal gelijk aan een Korpsgruppe en ook als een tijdelijke groepering van twee legers, meestal een Duits en één van een bondgenoot. Het moet niet verward worden met een Heeresgruppe, wat het commando was van verscheidene legers (legergroep).

## Personen met dezelfde rang
- Georg-Henning von Bassewitz-Behr (1900-1949), actief op het oostfront, stierf in een Sovjetwerkkamp;
- Richard Glücks (1899-1945), hoofd van Amt D: Inspektion der Konzentrationslager en SS-Wirtschafts-Verwaltungshauptamt (SS-WVHA), betrokken bij de "oplossing" van het Jodenvraagstuk, pleegde zelfmoord op 10  mei 1945, twee dagen na de Duitse capitulatie;
- Otto Hofmann (1896-1982), leider van het (SS-Rasse und Siedlungshauptamt), was aanwezig op de Wannseeconferentie en werd veroordeeld op het proces Rusha maar kreeg gratie in 1954;
- Heinrich Müller (Gestapo) (1900-verdween in 1945), de RSHA, hoofd van de Gestapo en de grenspolitie, was aanwezig op de Wannseeconferentie;
- Artur Nebe (1894-1945), de RSHA, hoofd Kriminalpolizei (Kripo) en eerste commandant van Einsatzgruppe B; na de aanslag op 20 juli 1944 tegen Hitler werd hij verdacht van banden met de tegenstanders; hij werd gearresteerd en geëxecuteerd een maand voor het einde van de Tweede Wereldoorlog;
- Otto Ohlendorf (1907-1951), hoofd van Einsatzgruppe D, ter dood veroordeeld in het Einsatzgruppen-proces en opgehangen;
- Jürgen Stroop (1895-1952), gaf leiding aan het neerslaan van de opstand in het getto van Warschau in 1943;
- Otto Rasch (1891-1948), hoofd van Einsatzgruppe C, overleden voor zijn proces;
- Johann Rattenhuber (1897-1957), hoofd van de persoonlijke lijfwacht van Hitler (RSD) en een van de laatste bewoners van de bunker, gearresteerd door de Sovjets, geïnterneerd voor 10 jaar, vrijgelaten en stierf twee jaar later;
- Arthur Seyss-Inquart (1892-1946), Reichskommissar für die besetzten niederländischen Gebiete', werd veroordeeld in Neurenberg en opgehangen;
- Max Simon (1899-1961), commandant van het XIII SS Korps.

## Bevorderingsgeschiedenis
| Bevordering tot SS-Gruppenführer per jaar | Bevordering tot SS-Gruppenführer per jaar | Bevordering tot SS-Gruppenführer per jaar |
| ----------------------------------------- | ----------------------------------------- | --- |
| 1931                                      | 2                                         | Josef Dietrich, Fritz Weitzel |
| 1932                                      | 5                                         | Kurt Daluege, Max Amann, Karl von Eberstein, Josias zu Waldeck und Pyrmont, Udo von Woyrsch |
| 1933                                      | 10                                        | Franz Xaver Schwarz, Philipp Bouhler, Walther Darré, Friedrich Jeckeln, Werner Lorenz, Ernst-Heinrich Schmauser, Robert Bergmann, Curt Wittje, Siegfried Seidel-Dittmarsch, Rolf Reiner |
| 1934                                      | 21                                        | Erich von dem Bach-Zelewski, Walter Buch, Otto Dietrich, Theodor Eicke, Karl Fiehler, Albert Forster, August Heißmeyer, Reinhard Heydrich, Friedrich Hildebrandt, Dietrich Klagges, Paul Körner, Wilhelm Murr, Karl Kaufmann, Hans-Adolf Prützmann, Fritz Sauckel, Karl Wahl, Wilhelm Grimm, Alfred Rodenbücher, Wilhelm Friedrich Loeper, Wilhelm Kube, Wilhelm von Holzschuher |
| 1935                                      | 1                                         | Wilhelm Rediess |
| 1936                                      | 8                                         | Theodor Berkelmann, Joachim Eggeling, Richard Hildebrandt, Wilhelm Keppler, Emil Mazuw, Joachim von Ribbentrop, Hans Weinreich, Paul Moder |
| 1937                                      | 11                                        | Ernst Wilhelm Bohle, Martin Bormann, Josef Bürckel, Konstantin von Neurath, Oswald Pohl, Wilhelm Reinhard, Paul Scharfe, Walter Schmitt, Fritz Wächtler, Karl Wolff, Kurt Kaul |
| 1938                                      | 14                                        | Paul Hausser, Herbert Backe, Konrad Henlein, Ernst Kaltenbrunner, Hans Heinrich Lammers, Günther Pancke, Julius Schaub, Arthur Seyss-Inquart, Siegfried Taubert, Karl Zech, Werner Willikens, Hermann Reischle, Erich Hilgenfeldt, Paul Hennicke |
| 1939                                      | 4                                         | Karl Hermann Frank, Arthur Greiser, Ernst Sachs, Ewald von Massow |
| 1940                                      | 11                                        | August Eigruber, Jürgen von Kamptz, Hugo Jury, Karl Pfeffer-Wildenbruch, Rudolf Querner, Friedrich Rainer, Adolf von Bomhard, Werner Bracht, Jakob Sporrenberg, Paul Riege, Arthur Mülverstedt |
| 1941                                      | 20                                        | Friedrich Alpers, Leonardo Conti, Ulrich Greifelt, Ernst-Robert Grawitz, Karl Hanke, Otto Hofmann, Hans Jüttner, Wilhelm Koppe, Hartmann Lauterbacher, Hanns Albin Rauter, Erwin Rösener, Alfred Wünnenberg, Richard Wendler, Harald Turner, Ludwig von Schröder, Georg Schreyer, Otto von Oelhafen, Arthur Nebe, Heinrich Müller, Georg Jedicke |
| 1942                                      | 34                                        | Gottlob Berger, Franz Breithaupt, Werner Best, Karl Demelhuber, Karl Gutenberger, Georg Keppler, Kurt Knoblauch, Walter Krüger, Benno Martin, Heinrich von Maur, Artur Phleps, Gustav Adolf Scheel, Fritz Schlessmann, Oskar Schwerk, Felix Steiner, Wilhelm Stuckart, Paul Wegener, Otto Winkelmann, Alfred Wünnenberg, Leo Petri, Georg Ahrens, Herbert Becker, Albert Fett, Alfred Freyberg, Lothar Fritsch, Odilo Globočnik, Max Thomas, Ernst von Radowitz, August Meyszner, Wilhelm Meinberg, Hans Georg von Mackensen, Gerret Korsemann, Rudolf Jung, Hanns Johst |
| 1943                                      | 38                                        | Wilhelm Bittrich, August Frank, Herbert Otto Gille, Curt von Gottberg, Maximilian von Herff, Hermann Höfle, Matthias Kleinheisterkamp, Karl Oberg, Karl Genzken, Karl Gebhardt, Georg Lörner, Richard Glücks, Karl von Fischer-Treuenfeld, Fritz Katzmann, Georg-Henning von Bassewitz-Behr, Ludolf-Hermann von Alvensleben, Jürgen Stroop, Rūdolfs Bangerskis, Albert von Beckh, Friedrich von der Goltz, Hans Haltermann, Waldemar Wappenhans, Otto Schumann, Walter Schultze, Max Schneller, Willy Schmelcher, Eggert Reeder, Georg Lörner, Heinrich Lankenau, Friedrich Koch, Otto Klinger, Fritz Katzmann, Konstantin Kammerhofer, Heinrich Jürs, Richard Jungclaus, Emil Höring, Albert Hoffmann, Hans Hinkel                                                                               |
| 1944                                      | 45                                        | Hans Kammler, Karl Brenner, Lothar Debes, Walter Schimana, Max Simon, Fritz von Scholz, Karl Brandt, Hermann Priess, Hermann Fegelein, Karl-Gustav Sauberzweig, Bruno Streckenbach, Heinz Reinefarth, Leo von Jena, Carl Friedrich von Pückler-Burghauss, Walter Staudinger, Carl Blumenreuter, Josef Fitzthum, Werner Ostendorff, Otto Ohlendorf, Otto Schwab, Max von Behr, Hermann Behrends, Walter Braemer, Helmuth Friedrichs, Karl Gerland, Kurt Göhrum, Friedrich Weber, Otto Wächter, Karl von Fischer-Treuenfeld, Walter Staudinger, Otto Schwab, Fritz von Scholz, Paul Scheer, Karl-Gustav Sauberzweig, Hans-Joachim Riecke, Karl Retzlaff, Hilmar Moser, Johannes Meyer, Reiner Liessem, Gerhard Klopfer, Ernst Hitzegrad, Otto Hellwig, Wilhelm Harster, Ferenc Feketehalmy-Czeydner |
| 1945                                      | 4                                         | Heinz Lammerding, Hans Baur, Johann Rattenhuber, Konrad Hitschler, József Grassy |

Insignes van de rang SS-Gruppenführer van de Waffen-SS
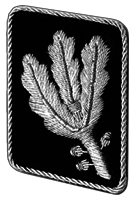
Kraagspiegel (voor 1942)
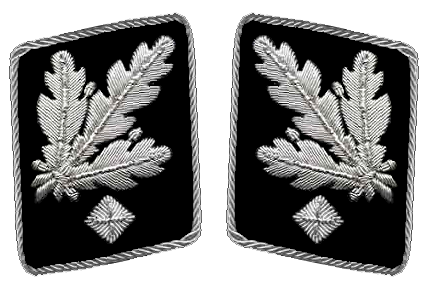
Kraagspiegels (1942-1945)
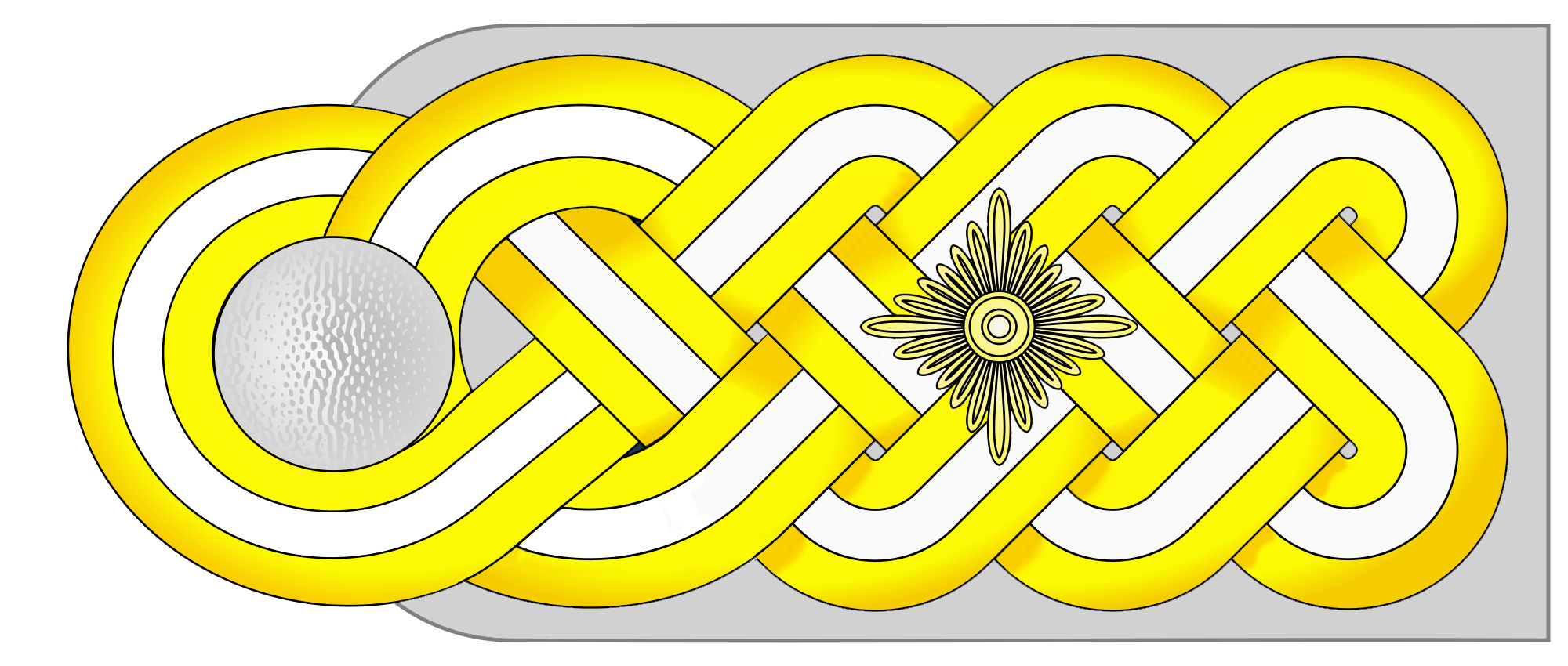
Epaulet
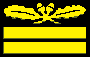
Mouw camouflage parka